# Tetropium schwarzianum
Tetropium schwarzianum là một loài bọ cánh cứng trong họ Cerambycidae.